# Indias de Mayagüez 2015
Questa voce raccoglie le informazioni riguardanti le Indias de Mayagüez nella stagione 2015.

## Organigramma societario
Area direttiva
- Presidente: Oscar Muniz

Area tecnica
- Allenatore: Rigoberto Guilloty

## Rosa
| N° | Nome               | Ruolo | Data di nascita  | Nazionalità sportiva |
| -- | ------------------ | ----- | ---------------- | -------------------- |
| 1  | Kim Willoughby     | S     | 7 novembre 1980  | Porto Rico           |
| 2  | Lauren Cook        | P     | 11 febbraio 1991 | Stati Uniti          |
| 3  | Pamela Cartagena   | L     | 5 febbraio 1987  | Porto Rico           |
| 4  | Nomaris Vélez      | L     | 11 giugno 1993   | Porto Rico           |
| 5  | Saraí Álvarez      | S/O   | 3 aprile 1986    | Porto Rico           |
| 6  | Eveli Pacheco      | C     | -                | Porto Rico           |
| 7  | Learis Jusino      | L     | 27 febbraio 1991 | Porto Rico           |
| 8  | Keila Rodríguez    | S     | 26 ottobre 1992  | Porto Rico           |
| 9  | Jessica Candelario | C     | 2 novembre 1987  | Porto Rico           |
| 10 | Remy McBain        | P     | 27 agosto 1991   | Porto Rico           |
| 11 | Xiomara Ortíz      | S/O   | 13 giugno 1991   | Porto Rico           |
| 12 | Amanda Vázquez     | C     | 21 giugno 1985   | Porto Rico           |
| 13 | Grace Salado       | C     | 7 maggio 1990    | Porto Rico           |
| 14 | Jennymar Santiago  | P     | 28 luglio 1994   | Porto Rico           |
| 15 | Micha Hancock      | P     | 10 novembre 1992 | Stati Uniti          |
| 16 | Yormarie Rosado    | S/O   | 16 novembre 1992 | Porto Rico           |
| 17 | McKenzie Adams     | S     | 13 febbraio 1992 | Stati Uniti          |
| 18 | Hillary Hurley     | S     | 7 novembre 1989  | Stati Uniti          |

## Mercato
| Acquisti | Acquisti          | Acquisti              | Acquisti   |
| R.       | Nome              | da                    | Modalità   |
| -------- | ----------------- | --------------------- | ---------- |
| S        | Kim Willoughby    | Orientales de Humacao | definitivo |
| P        | Lauren Cook       | Mets de Guaynabo      | definitivo |
| C        | Eveli Pacheco     | ?                     | definitivo |
| S        | Keila Rodríguez   | Mets de Guaynabo      | definitivo |
| S        | Grace Salado      | Inattiva              | definitivo |
| S/O      | Yormarie Rosado   | Leonas de Ponce       | definitivo |
| S        | McKenzie Adams    | Texas San Antonio     | definitivo |
| P        | Jennymar Santiago | Changas de Naranjito  | definitivo |
| P        | Micha Hancock     | Imoco                 | definitivo |
| S        | Hillary Hurley    | LiigaPloki            | definitivo |

| Cessioni | Cessioni       | Cessioni | Cessioni   |
| R.       | Nome           | a        | Modalità   |
| -------- | -------------- | -------- | ---------- |
| S        | Tamara Ramírez | -        | ritirata   |
| C        | Lisette Watts  | -        | ritirata   |
| S/L      | Karina Pérez   | -        | ritirata   |
| P        | Yeimily Mojica | -        | ritirata   |
| S/O      | Shonda Cole    | -        | ritirata   |
| P        | Lauren Cook    | -        | svincolata |
| P        | Remy McBain    | -        | svincolata |
| S        | Hillary Hurley | -        | svincolata |

## Risultati

### LVSF

#### Regular season
| 1ª giornata - 16 gennaio 2015 Palacio de Recreación y Deportes, Mayagüez   | Indias de Mayagüez    | 3 - 1 | Lancheras de Cataño   | 25-16, 25-20, 18-25, 25-16        |
| 2ª giornata - 18 gennaio 2015 Coliseo Gelito Ortega, Naranjito             | Changas de Naranjito  | 2 - 3 | Indias de Mayagüez    | 18-25, 25-22, 25-15, 21-25, 15-17 |
| 3ª giornata - 21 gennaio 2015 Coliseo Héctor Solá Bezares, Caguas          | Criollas de Caguas    | 3 - 0 | Indias de Mayagüez    | 25-23, 25-18, 25-15               |
| 4ª giornata - 23 gennaio 2015 Palacio de Recreación y Deportes, Mayagüez   | Indias de Mayagüez    | 3 - 0 | Valencianas de Juncos | 25-23, 25-18, 25-20               |
| 5ª giornata - 29 gennaio 2015 Palacio de Recreación y Deportes, Mayagüez   | Indias de Mayagüez    | 3 - 0 | Gigantes de Carolina  | 25-17, 24-24, 25-22               |
| 6ª giornata - 31 gennaio 2015 Coliseo Salvador Dijols, Ponce               | Leonas de Ponce       | 2 - 3 | Indias de Mayagüez    | 25-20, 18-25, 25-22, 24-26, 12-15 |
| 7ª giornata - 6 febbraio 2015 Coliseo Cosme Beitia Sálamo, Cataño          | Lancheras de Cataño   | 3 - 2 | Indias de Mayagüez    | 17-25, 19-25, 25-21, 25-23, 15-9  |
| 8ª giornata - 8 febbraio 2015 Coliseo Gelito Ortega, Naranjito             | Changas de Naranjito  | 1 - 3 | Indias de Mayagüez    | 25-21, 11-25, 22-25, 24-26        |
| 9ª giornata - 11 febbraio 2015 Palacio de Recreación y Deportes, Mayagüez  | Indias de Mayagüez    | 3 - 0 | Criollas de Caguas    | 25-19, 25-21, 25-12               |
| 10ª giornata - 13 febbraio 2015 Coliseo Rafael Amalbert, Juncos            | Valencianas de Juncos | 2 - 3 | Indias de Mayagüez    | 17-25, 26-28, 25-10, 25-10, 10-15 |
| 11ª giornata - 19 febbraio 2015 Coliseo Guillermo Angulo, Carolina         | Gigantes de Carolina  | 1 - 3 | Indias de Mayagüez    | 17-25, 21-25, 26-24, 18-25        |
| 12ª giornata - 21 febbraio 2015 Coliseo Rebekah Colberg Cabrera, Cabo Rojo | Indias de Mayagüez    | 3 - 2 | Leonas de Ponce       | 13-25, 25-15, 18-25, 25-19, 15-13 |
| 13ª giornata - 27 febbraio 2015 Palacio de Recreación y Deportes, Mayagüez | Indias de Mayagüez    | 3 - 0 | Lancheras de Cataño   | 25-18, 25-20, 25-18               |
| 14ª giornata - 1 marzo 2015 Palacio de Recreación y Deportes, Mayagüez     | Indias de Mayagüez    | 3 - 1 | Changas de Naranjito  | 25-18, 24-26, 25-16, 25-20        |
| 15ª giornata - 5 marzo 2015 Palacio de Recreación y Deportes, Mayagüez     | Indias de Mayagüez    | 1 - 3 | Valencianas de Juncos | 19-25, 25-22, 20-25, 21-25        |
| 16ª giornata - 7 marzo 2015 Coliseo Héctor Solá Bezares, Caguas            | Criollas de Caguas    | 3 - 1 | Indias de Mayagüez    | 25-27, 25-20, 25-22, 26-24        |
| 17ª giornata - 12 marzo 2015 Palacio de Recreación y Deportes, Mayagüez    | Indias de Mayagüez    | 3 - 1 | Gigantes de Carolina  | 25-20, 25-13, 23-25, 25-21        |
| 18ª giornata - 14 marzo 2015 Coliseo Salvador Dijols, Ponce                | Leonas de Ponce       | 2 - 3 | Indias de Mayagüez    | 15-25, 30-32, 25-18, 25-22, 16-18 |
| 19ª giornata - 20 marzo 2015 Coliseo Cosme Beitia Sálamo, Cataño           | Lancheras de Cataño   | 0 - 3 | Indias de Mayagüez    | 24-26, 20-25, 23-25               |
| 20ª giornata - 22 marzo 2015 Palacio de Recreación y Deportes, Mayagüez    | Indias de Mayagüez    | 3 - 0 | Changas de Naranjito  | 25-13, 25-7, 25-14                |
| 21ª giornata - 25 marzo 2015 Palacio de Recreación y Deportes, Mayagüez    | Indias de Mayagüez    | 0 - 3 | Criollas de Caguas    | 18-25, 11-25, 18-25               |
| 22ª giornata - 27 marzo 2015 Coliseo Rafael Amalbert, Juncos               | Valencianas de Juncos | 3 - 1 | Indias de Mayagüez    | 25-19, 17-25, 25-18, 25-23        |
| 23ª giornata - 1 aprile 2015 Coliseo Guillermo Angulo, Carolina            | Gigantes de Carolina  | 0 - 3 | Indias de Mayagüez    | 10-25, 21-25, 19-25               |
| 24ª giornata - 5 aprile 2015 Palacio de Recreación y Deportes, Mayagüez    | Indias de Mayagüez    | 3 - 2 | Leonas de Ponce       | 20-25, 22-25, 25-21, 25-19, 15-13 |

#### Play-off
| Quarti di finale (gara 1) - 7 aprile 2015 Coliseo Salvador Dijols, Ponce                 | Leonas de Ponce       | 3 - 1 | Indias de Mayagüez    | 17-25, 25-16, 25-13, 25-20        |
| Quarti di finale (gara 3) - 10 aprile 2015 Palacio de Recreación y Deportes, Mayagüez    | Indias de Mayagüez    | 2 - 3 | Lancheras de Cataño   | 25-17, 19-25, 25-16, 28-30, 7-15  |
| Quarti di finale (gara 4) - 11 aprile 2015 Palacio de Recreación y Deportes, Mayagüez    | Indias de Mayagüez    | 1 - 3 | Leonas de Ponce       | 23-25, 15-25, 22-25, 21-25        |
| Quarti di finale (gara 6) - 14 aprile 2015 Coliseo Cosme Beitia Sálamo, Cataño           | Lancheras de Cataño   | 1 - 3 | Indias de Mayagüez    | 27-25, 23-25, 29-31, 22-25        |
| Quarti di finale (spareggio) - 16 aprile 2015 Coliseo Rebekah Colberg Cabrera, Cabo Rojo | Indias de Mayagüez    | 3 - 2 | Lancheras de Cataño   | 21-25, 25-27, 25-15, 25-19, 15-13 |
| Semifinali (gara 1) - 18 aprile 2015 Coliseo Rebekah Colberg Cabrera, Cabo Rojo          | Indias de Mayagüez    | 3 - 2 | Valencianas de Juncos | 25-16, 22-25, 26-28, 25-23, 15-9  |
| Semifinali (gara 2) - 21 aprile 2015 Coliseo Rafael Amalbert, Juncos                     | Valencianas de Juncos | 3 - 1 | Indias de Mayagüez    | 25-23, 23-25, 25-17, 25-23        |
| Semifinali (gara 3) - 22 aprile 2015 Palacio de Recreación y Deportes, Mayagüez          | Indias de Mayagüez    | 2 - 3 | Valencianas de Juncos | 23-25, 27-25, 25-21, 22-25, 13-15 |
| Semifinali (gara 4) - 24 aprile 2015 Coliseo Rafael Amalbert, Juncos                     | Valencianas de Juncos | 1 - 3 | Indias de Mayagüez    | 23-25, 22-25, 25-17, 26-28        |
| Semifinali (gara 5) - 26 aprile 2015 Palacio de Recreación y Deportes, Mayagüez          | Indias de Mayagüez    | 3 - 1 | Valencianas de Juncos | 18-25, 25-23, 25-17, 25-20        |
| Semifinali (gara 6) - 28 aprile 2015 Coliseo Rafael Amalbert, Juncos                     | Valencianas de Juncos | 1 - 3 | Indias de Mayagüez    | 26-24, 23-25, 13-25, 6-25         |
| Finale (gara 1) - 1 maggio 2015 Coliseo Héctor Solá Bezares, Caguas                      | Criollas de Caguas    | 3 - 2 | Indias de Mayagüez    | 19-25, 25-15, 25-22, 19-25, 15-12 |
| Finale (gara 2) - 4 maggio 2015 Palacio de Recreación y Deportes, Mayagüez               | Indias de Mayagüez    | 1 - 3 | Criollas de Caguas    | 12-25, 24-26, 25-23, 17-25        |
| Finale (gara 3) - 6 maggio 2015 Coliseo Héctor Solá Bezares, Caguas                      | Criollas de Caguas    | 3 - 0 | Indias de Mayagüez    | 25-15, 25-23, 25-20               |
| Finale (gara 4) - 8 maggio 2015 Palacio de Recreación y Deportes, Mayagüez               | Indias de Mayagüez    | 3 - 2 | Criollas de Caguas    | 23-25, 25-21, 25-22, 19-25, 18-16 |
| Finale (gara 5) - 10 maggio 2015 Coliseo Héctor Solá Bezares, Caguas                     | Criollas de Caguas    | 3 - 0 | Indias de Mayagüez    | 25-17, 25-16, 25-20               |

## Statistiche

### Statistiche di squadra
| Competizione | Punti | In casa | In casa | In casa | In trasferta | In trasferta | In trasferta | Totale | Totale | Totale |
| Competizione | Punti | G       | V       | P       | G            | V            | P            | G      | V      | P      |
| ------------ | ----- | ------- | ------- | ------- | ------------ | ------------ | ------------ | ------ | ------ | ------ |
| LVSF         | 49    | 20      | 14      | 6       | 20           | 11           | 9            | 40     | 25     | 15     |
| Totale       | -     | 20      | 14      | 6       | 20           | 11           | 9            | 40     | 25     | 15     |

G = partite giocate; V = partite vinte; P = partite perse